# Andreas Wilhelm Schwarzlose
Andreas Wilhelm Schwarzlose (* 31. Juli 1867 in Wust; † 18. April 1936 in Berlin-Charlottenburg) war ein  preußischer Waffenkonstrukteur und Unternehmer, der vor allem durch das vom österreich-ungarischen Militär eingeführte Maschinengewehr 07/12 bekannt wurde.

## Biografie
Andreas Wilhelm Schwarzlose wurde 1867 in Wust (heute Ortsteil von Wust-Fischbeck in der Altmark) als Sohn eines Landwirts geboren.
Nach dem Militärdienst in der österreich-ungarischen Armee besuchte er eine Artillerie-Technikerschule, die er erfolgreich abschloss. Anschließend machte er eine Ausbildung in der „Waffenstadt“ Suhl in Thüringen.
1897 gründete er in Berlin gemeinsam mit den Unternehmern Max Schoeller und Christian Kraft zu Hohenlohe-Öhringen die A.W. Schwarzlose G.m.b.H.

## Konstruktionen

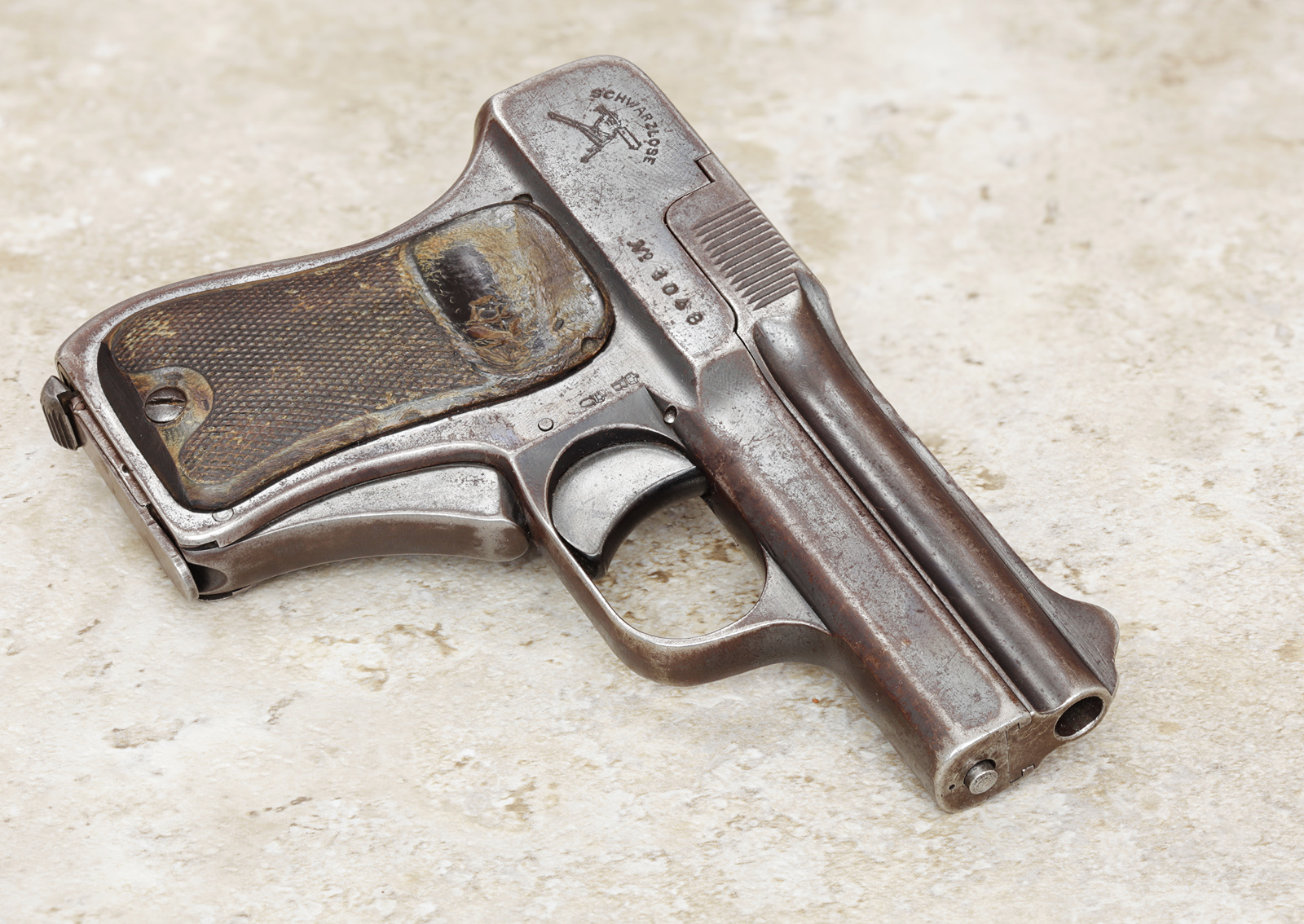
Schwarzlose Modell 1909

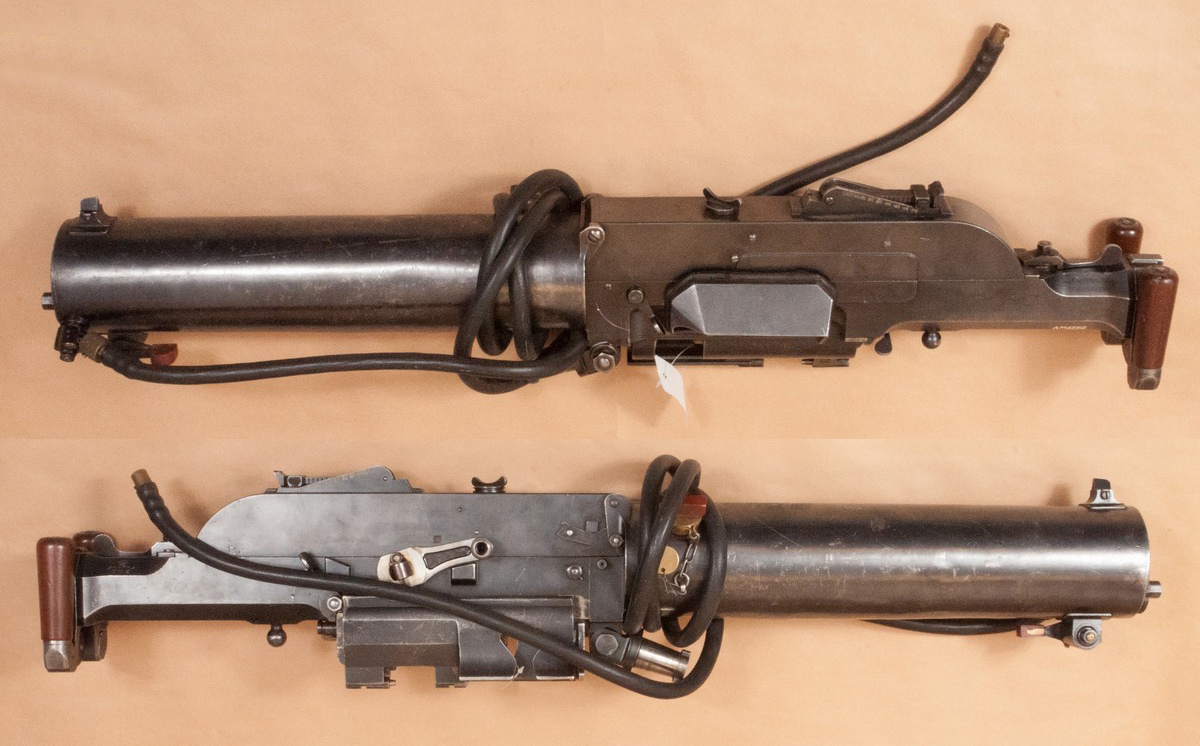
Schwarzlose-Maschinengewehr

Andreas Wilhelm Schwarzlose befasste sich schon sehr früh mit Selbstladepistolen. Am 14. Dezember 1892 beantrage er ein erstes Patent (Nr. 70130, erteilt 1893) auf eine Konstruktion mit Drehblockverschluss, die konzeptionell den damals verbreiteten Repetierpistolen ähnelte. Die Pistole war komplex und wenig praxistauglich, es entstanden nur wenige Prototypen.
Im Jahr 1897 erhielt Schwarzlose ein Patent auf  einen „Kniegelenkverschluß für selbstthätige Feuerwaffen mit festliegendem Lauf“, wie er später auch in seinem Maschinengewehr zum Einsatz kommen sollte.
Die erste in nennenswerter Stückzahl produzierte Handfeuerwaffe aber, die Schwarzlose Standard (Britisches Patent Nr. 1934 vom 23. April 1898), verfügte über einen Drehverschluss ähnlich der späteren Steyr M1912, eine für ihre Zeit sehr fortschrittliche Konstruktion. Vermutlich entstanden weniger als 1000 Exemplare.
Die Taschenpistole Modell 1909 verfügt über ein ungewöhnliches Blow-Forward-Prinzip (hierbei bewegt sich der Lauf nach vorne). Das entsprechende Patent wurde 1908 erteilt (Nr. 194.921). Insgesamt wurden um die 8000 Exemplare gefertigt, wobei die Warner Arms Corporation (WAC) das Modell 1909 in den Vereinigten Staaten vermarktete und möglicherweise auch selbst produzierte. Jedenfalls stellte das Unternehmen, mittlerweile in Davis-Warner-Arms-Corp. umbenannt, bis 1919 ein “Infallible” genanntes Nachfolgemodell her.
Ein Modell 1909 mit der nachträglich angebrachten Seriennummer 1 befand sich im persönlichen Besitz Kaiser Wilhelms II.

### Maschinengewehr Schwarzlose
Das Schwarzlose-Maschinengewehr wurde zunächst von Kynoch unter Lizenz in Großbritannien und ab 1905 von der Österreichischen Waffenfabriksgesellschaft (OeWG) in Steyr produziert.
Es verfügte über einen verzögerten Masseverschluss mit Kniegelenk und feststehenden Lauf, war also nicht starr verriegelt wie das Maxim-Maschinengewehr (oder die Parabellum-Pistole).
Varianten des Schwarzlose-Maschinengewehrs wurden neben den österreich-ungarischen unter anderem auch von den niederländischen und schwedischen Streitkräften eingesetzt.